# Stema Azerbaidjanului

Stema actuală a Azerbaidjanului

Stema Azerbaidjanului (în azeră Azərbaycan gerbi) amestecă simboluri tradiționale și moderne. Punctul principal al stemei este simbolul focului, iar acest lucru provine din faptul că Azerbaidjanul are multe focuri veșnice, care, de asemenea, dau numele de „țara focului etern” – ca reprezentare a rădăcinilor sale originale în Zoroastrism.
În partea de jos a stemei sunt prezentate niște spice de grâu. Pâinea făcută din grâu este principalul aliment în Azerbaidjan. Grâul reprezintă abundența în Azerbaidjan și făcea parte din stema Azerbaidjanului și în epoca sovietică. Cealaltă plantă reprezentată în partea de jos este stejarul. În Azerbaidjan, stejarul reprezintă îndemânarea, puterea și rezistența.

## Istorie

Stema Azerbaidjanului în timpul Uniunii Sovietice (RSS Azerbaidjan)

Guvernul Republicii Democrate a Azerbaidjanului a anunțat organizarea unui concurs pentru realizarea stemei naționale a Azerbaidjanului la 30 ianuarie 1920 și a luat o decizie de a prezenta modelul ales în luna mai a aceluiași an. Totuși, din cauza prăbușirii Republicii Democrate a Azerbaidjanului la 28 aprilie 1920, stema nu a fost aprobată.
Medjlis Suprem al Republicii Autonome Naxcivan a discutat problema legată de stema națională și a sesizat Consiliul Suprem al RSS Azerbaidjan privind organizarea unui nou concurs pentru realizarea stemei naționale a Azerbaidjanului la 17 noiembrie 1990.
Concursul a fost organizat prin decizia Consiliului Suprem al Republicii Azerbaidjanului la 5 februarie 1991. Zeci de proiecte ale stemei au fost prezentate în cadrul concursului din 1991-1992 și s-a propus aprobarea unuia dintre proiectele realizate în perioada 1919-1920.
Prin Legea constituțională a Consiliului Suprem al Republicii Azerbaidjan, aprobată la 19 ianuarie 1993, unul dintre proiectele realizate între 1919-1920, cu anumite modificări, a fost confirmat ca fiind stema națională a Azerbaidjanului.
Ca și alte republici post-sovietice ale căror simboluri nu sunt anterioare Revoluției din Octombrie, stema actuală a păstrat parțial componente ale celei sovietice, cum ar fi grâul și culoarea roșie de pe pavăza anterioară.

## Semnificație
Culorile folosite la compunerea stemei sunt preluate de pe steagul național. Verdele reprezintă islamul; roșul reprezintă dezvoltarea și democrația Azerbaidjanului; albastrul reprezintă faptul că poporul azer este un popor turcic. Steaua cu opt vârfuri reprezintă cele opt ramuri ale popoarelor turcice, iar între fiecare două vârfuri învecinate ale stelei se găsește un mic cerc galben.
Stema națională simbolizează independența Azerbaidjanului. Este imaginea unui scut oriental și a unui semicerc format din ramurile unui stejar și din spice de grâu pe care scutul se sprijină. Scutul conține imaginea unei flăcări, care invică „țara focului”, în centrul unei stele cu opt vârfuri pe un fundal alcătuit din culorile drapelului național.

## Utilizare
Stema Azerbaidjanului este expusă în:
- Reședința și biroul privat al președintelui Republicii Azerbaidjan;
- Clădirea Parlamentului Republicii Azerbaidjan, a sălii sale de conferințe și a biroului privat al președintelui parlamentului;
- Toate instanțele, clădirile tribunalelor militare, sălile adunării judiciare; birourile private ale președinților Curții Supreme și ale Curții Constituționale din Republica Azerbaidjan;
- Clădiri ale organelor de stat în cazurile prevăzute în sistemul legislativ al Republicii Azerbaidjan;
- Clădiri ale reprezentanțelor diplomatice și comerciale și consulatelor Republicii Azerbaidjan.